# Yuxarı Qaradağlı
Yuxarı Qaradağlı, Qaradağlı (?-2015) è un comune dell'Azerbaigian situato nel distretto di Tərtər.